# Canada Cup 1981
Der Canada Cup 1981 (französisch Coupe Canada 1981) war die zweite Austragung des gleichnamigen Wettbewerbs. Er wurde vom 1. bis 13. September 1981 in den kanadischen Städten Ottawa, Edmonton, Montréal und Winnipeg ausgetragen. Das Turnier wurde abermals von Alan Eagleson organisiert. Die Internationale Eishockey-Föderation IIHF, die nordamerikanische Profiliga National Hockey League und der kanadische Eishockeyverband Canadian Hockey Association unterstützten den Wettbewerb.
An der zweiten Auflage des Wettbewerbs nahmen sechs Mannschaften teil. Die UdSSR  gewann das Turnier durch einen 8:1-Sieg im Finale gegen Gastgeber und Titelverteidiger Kanada. Der beste Scorer des Turniers war der Kanadier Wayne Gretzky mit fünf Toren und zwölf Punkten. Der Russe Wladislaw Tretjak wurde zum Most Valuable Player gewählt.
Der Wettbewerb musste insgesamt zweimal verlegt werden. Nachdem die IIHF auf ihrem Kongress im Jahr 1978 die Austragungen des Canada Cups für die Jahre 1979 und 1982 bestätigt und genehmigt hatte, musste das Turnier 1979 ausfallen. Der Grund dafür waren Streitigkeiten zwischen der Canadian Hockey Association und der Canadian Amateur Hockey Association CAHA. Zudem war im Januar 1979 mit General Motors ein potenter Sponsor abgesprungen. So wurde die zweite Austragung in den September 1980 verlegt. Allerdings machten der Sowjetisch-Afghanische Krieg im Dezember 1979 und der drohende Boykott bei den Olympischen Sommerspielen 1980 in Moskau den Organisatoren erneut einen Strich durch die Rechnung.

## Teilnehmer
Die sechs besten Mannschaften der IIHF-internen Weltrangliste nahmen am Wettbewerb teil.
| 4 aus Europa      | Finnland                        | Finnland                        | Schweden                        | Schweden                        | Tschechoslowakei         | Tschechoslowakei         | UdSSR (Welt- und Europameister 1981) | UdSSR (Welt- und Europameister 1981) |
| 2 aus Nordamerika | Kanada (Canada-Cup-Sieger 1976) | Kanada (Canada-Cup-Sieger 1976) | Kanada (Canada-Cup-Sieger 1976) | Kanada (Canada-Cup-Sieger 1976) | USA (Olympiasieger 1980) | USA (Olympiasieger 1980) | USA (Olympiasieger 1980)             | USA (Olympiasieger 1980)             |

## Modus
Die sechs Teams spielten in der Vorrunde in einer Einfachrunde die Platzierungen aus, sodass jede Mannschaft fünf Partien bestritt. Für einen Sieg gab es zwei Punkte, bei einem Unentschieden erhielten beide Teams jeweils einen Punkt. Die vier punktbesten Teams der Sechsergruppe qualifizierten sich für das Halbfinale.
Die beiden Halbfinalpartien und das Finale wurden im K.-o.-System entschieden, die Sieger der Halbfinals zogen in das Finale ein. Das Finale wurde im Gegensatz zur Austragung im Jahr 1976 nicht mehr Modus „Best-of-Three“ ausgespielt.

## Austragungsorte
| Edmonton |

| Montréal |

| Ottawa |

| Winnipeg |

| Edmonton |

| Montréal |

| Ottawa |

| Winnipeg |

## Vorrunde
| 1. September 1981 14:00 Uhr (Ortszeit) | USA R. Larson (7:22) D. Christian (12:18) M. O’Connell (44:39) | 3:1 (2:0, 0:1, 1:0) | Schweden T. Gradin (25:47) | Northlands Coliseum, Edmonton Zuschauer: 6.721 |

| 1. September 1981 16:00 Uhr | UdSSR N. Drosdezki (29:34) | 1:1 (0:0, 1:1, 0:0) | Tschechoslowakei M. Nový (21:57) | Winnipeg Arena, Winnipeg Zuschauer: 3.516 |

| 1. September 1981 18:00 Uhr | Kanada M. Bossy (16:43) W. Gretzky (21:50) R. Bourque (25:32) D. Gare (32:25) M. Bossy (38:46) W. Gretzky (39:54) B. Trottier (40:48) B. Goring (43:18) C. Gillies (47:56) | 9:0 (1:0, 5:0, 3:0) | Finnland | Northlands Coliseum, Edmonton Zuschauer: 8.991 |

| 3. September 1981 14:00 Uhr | Tschechoslowakei P. Richter (10:46) J. Lála (15:49) M. Hořava (41:35) N. Král (45:13) A. Kadlec (47:38) J. Lála (49:45) D. Rusnák (53:31) | 7:1 (2:1, 0:0, 5:0) | Finnland M. Hagman (16:49) | Northlands Coliseum, Edmonton Zuschauer: 5.103 |

| 3. September 1981 16:00 Uhr | Schweden A. Håkansson (22:34) A. Hedberg (36:15) L. Molin (50:56) | 3:6 (0:2, 2:1, 1:3) | UdSSR S. Kapustin (9:21) S. Makarow (15:07) S. Kapustin (35:38) A. Kassatonow (49:28) A. Malzew (55:28) W. Krutow (57:25) | Winnipeg Arena, Winnipeg Zuschauer: 3.318 |

| 3. September 1981 18:00 Uhr | USA S. Christoff (5:01) D. Talafous (44:04) M. Johnson (44:53) | 3:8 (1:1, 0:2, 2:5) | Kanada G. Perreault (3:43) W. Gretzky (22:25) M. Dionne (27:16) M. Bossy (50:55) B. Trottier (51:46) W. Gretzky (53:25) B. Trottier (55:15) G. Perreault (56:40) | Northlands Coliseum, Edmonton Zuschauer: 11.348 |

| 5. September 1981 14:00 Uhr | Schweden A. Hedberg (3:46) A. Kallur (46:09) U. Nilsson (48:21) A. Kallur (50:40) B. Lundholm (57:57) | 5:0 (1:0, 0:0, 4:0) | Finnland | Winnipeg Arena, Winnipeg Zuschauer: 3.698 |

| 5. September 1981 14:00 Uhr | UdSSR I. Larionow (15:34) W. Schluktow (22:52) W. Krutow (23:55) W. Golikow (48:07) | 4:1 (1:0, 2:1, 1:0) | USA N. Broten (21:57) | Northlands Coliseum, Edmonton Zuschauer: 13.482 |

| 5. September 1981 19:00 Uhr | Tschechoslowakei J. Dudáček (5:22) N. Král (9:27) J. Kokrment (47:47) J. Dudáček (55:21) | 4:4 (2:2, 0:1, 2:1) | Kanada B. Goring (18:13) M. Bossy (19:47) M. Dionne (23:51) B. Gainey (51:18) | Winnipeg Arena, Winnipeg Zuschauer: 10.392 |

| 7. September 1981 15:00 Uhr | Schweden A. Hedberg (29:57) A. Hedberg (45:50) A. Kallur (49:22) | 3:4 (0:2, 1:1, 2:1) | Kanada D. Potvin (3:57) M. Bossy (5:29) G. Lafleur (31:51) G. Perreault (46:55) | Forum de Montréal, Montréal Zuschauer: 11.603 |

| 7. September 1981 20:00 Uhr | UdSSR W. Krutow (4:39) N. Drosdezki (17:34) S. Makarow (32:44) W. Schalimow (56:07) W. Fetissow (57:36) W. Schluktow (58:23) | 6:1 (2:0, 1:1, 3:0) | Finnland I. Sinisalo (20:24) | Winnipeg Arena, Winnipeg Zuschauer: 2.412 |

| 7. September 1981 20:00 Uhr | Tschechoslowakei J. Kokrment (13:38) D. Rusnák (20:35) | 2:6 (1:0, 1:2, 0:4) | USA M. Eaves (25:07) D. Talafous (37:16) D. Talafous (40:23) M. Eaves (40:41) R. Dunn (45:01) W. Miller (45:20) | Forum de Montréal, Montréal Zuschauer: 10.448 |

| 9. September 1981 15:00 Uhr | Finnland R. Siltanen (16:13) J. Porvari (30:23) M. Kiimalainen (42:19) A. Javanainen (48:23) | 4:4 (1:1, 1:2, 2:1) | USA N. Broten (16:52) N. Broten (22:39) T. Gorence (37:47) W. Miller (41:41) | Forum de Montréal, Montréal Zuschauer: 9.412 |

| 9. September 1981 17:00 Uhr | Schweden L. Molin (28:33) | 1:7 (0:2, 1:3, 0:2) | Tschechoslowakei D. Rusnák (0:26) J. Dudáček (19:54) J. Pouzar (26:42) J. Dudáček (27:37) J. Lála (31:49) M. Hořava (40:31) D. Rusnák (45:23) | Ottawa Civic Centre, Ottawa Zuschauer: 2.988 |

| 9. September 1981 20:00 Uhr | UdSSR I. Larionow (31:45) S. Schepelew (33:40) S. Makarow (58:44) | 3:7 (0:1, 2:1, 1:5) | Kanada W. Gretzky (0:58) G. Lafleur (23:49) R. Middleton (44:08) M. Dionne (46:29) D. Potvin (48:27) M. Bossy (48:59) B. Goring (51:25) | Forum de Montréal, Montréal Zuschauer: 16.001 |

| Pl. |                  | Sp | S | U | N | Tore  | Punkte |
| 1.  | Kanada           | 5  | 4 | 1 | 0 | 32:13 | 09:01  |
| 2.  | UdSSR            | 5  | 3 | 1 | 1 | 20:13 | 07:03  |
| 3.  | Tschechoslowakei | 5  | 2 | 2 | 1 | 21:13 | 06:04  |
| 4.  | USA              | 5  | 2 | 1 | 2 | 17:19 | 05:05  |
| 5.  | Schweden         | 5  | 1 | 0 | 4 | 13:20 | 02:08  |
| 6.  | Finnland         | 5  | 0 | 1 | 4 | 06:31 | 01:09  |

## Finalrunde
|  | Halbfinale | Halbfinale       | Halbfinale |  |  | Finale | Finale | Finale |
|  |            |                  |            |  |  |        |        |        |
|  |            |                  |            |  |  |        |        |        |
|  | 2          | UdSSR            | 4          |  |  |        |        |        |
|  | 3          | Tschechoslowakei | 1          |  |  |        |        |        |
|  |            |                  |            |  |  | 2      | UdSSR  | 8      |
|  |            |                  |            |  |  | 1      | Kanada | 1      |
|  | 4          | USA              | 1          |  |  |        |        |        |
|  | 1          | Kanada           | 4          |  |  |        |        |        |
|  |            |                  |            |  |  |        |        |        |

### Halbfinale
| 11. September 1981 17:00 Uhr (Ortszeit) | UdSSR S. Schepelew (8:36) W. Golikow (15:12) W. Schalimow (16:41) S. Schepelew (31:09) | 4:1 (3:0, 1:0, 0:1) | Tschechoslowakei J. Lála (47:39) | Ottawa Civic Centre, Ottawa Zuschauer: 7.500 |

| 11. September 1981 20:00 Uhr | USA M. Eaves (39:34) | 1:4 (0:3, 1:0, 0:1) | Kanada B. Engblom (2:01) M. Bossy (7:27) M. Bossy (17:54) M. Dionne (52:18) | Forum de Montréal, Montréal Zuschauer: 15.660 |

### Finale
| 13. September 1981 20:00 Uhr | UdSSR I. Larionow (24:56) S. Schepelew (31:15) S. Schepelew (36:28) S. Schepelew (41:39) W. Krutow (44:08) I. Larionow (56:00) W. Golikow (58:39) A. Skworzow (59:19) | 8:1 (0:0, 3:1, 5:0) | Kanada C. Gillies (28:02) | Forum de Montréal, Montréal Zuschauer: 17.033 |

## Statistik

### Beste Scorer
Abkürzungen: GP = Spiele, G = Tore, A = Assists, Pts = Punkte, +/− = Plus/Minus, PIM = Strafminuten; Fett: Turnierbestwert
| Spieler               | Team             | GP | G | A  | Pts | PIM |
| --------------------- | ---------------- | -- | - | -- | --- | --- |
| Wayne Gretzky         | Kanada           | 7  | 5 | 7  | 12  | 2   |
| Mike Bossy            | Kanada           | 7  | 8 | 3  | 11  | 2   |
| Bryan Trottier        | Kanada           | 7  | 3 | 8  | 11  | 6   |
| Guy Lafleur           | Kanada           | 7  | 2 | 9  | 11  | 0   |
| Alexei Kassatonow     | UdSSR            | 7  | 1 | 10 | 11  | 8   |
| Sergei Makarow        | UdSSR            | 7  | 3 | 6  | 9   | 0   |
| Gilbert Perreault     | Kanada           | 4  | 3 | 6  | 9   | 2   |
| Sergei Schepelew      | UdSSR            | 7  | 6 | 2  | 8   | 4   |
| Wladimir Krutow       | UdSSR            | 7  | 4 | 4  | 8   | 10  |
| Wjatscheslaw Fetissow | UdSSR            | 7  | 1 | 7  | 8   | 10  |
| Clark Gillies         | Kanada           | 7  | 2 | 5  | 7   | 8   |
| Denis Potvin          | Kanada           | 7  | 2 | 5  | 7   | 12  |
| Jiří Dudáček          | Tschechoslowakei | 6  | 4 | 2  | 6   | 4   |
| Jiří Lála             | Tschechoslowakei | 6  | 4 | 2  | 6   | 0   |
| Anders Hedberg        | Schweden         | 5  | 4 | 2  | 6   | 0   |

### Beste Torhüter
Die Torhüterstatistik umfasst Spieler, die mindestens 120 Minuten auf dem Eis standen.
Abkürzungen: GP = Spiele, TOI = Eiszeit (in Minuten), GA = Gegentore, SO = Shutouts, Sv% = gehaltene Schüsse (in %), GAA = Gegentorschnitt; Fett: Turnierbestwert
| Spieler           | Team             | GP | TOI | S | N | U | GA | SO | Sv%  | GAA  |
| ----------------- | ---------------- | -- | --- | - | - | - | -- | -- | ---- | ---- |
| Wladislaw Tretjak | UdSSR            | 6  | 360 | 5 | 0 | 1 | 8  | 0  | 94,7 | 1,33 |
| Mike Liut         | Kanada           | 6  | 360 | 4 | 1 | 1 | 19 | 1  | 86,7 | 3,17 |
| Tony Esposito     | USA              | 5  | 300 | 2 | 3 | 0 | 19 | 0  | 87,2 | 3,80 |
| Karel Lang        | Tschechoslowakei | 6  | 341 | 2 | 2 | 2 | 15 | 0  | 89,4 | 2,35 |
| Peter Lindmark    | Schweden         | 4  | 208 | 1 | 2 | 0 | 11 | 1  | 88,8 | 3,17 |
| Hannu Lassila     | Finnland         | 3  | 180 | 0 | 2 | 1 | 16 | 0  | 87,8 | 5,33 |
| Markus Mattsson   | Finnland         | 2  | 120 | 0 | 2 | 0 | 15 | 0  | 79,5 | 7,50 |

## Auszeichnungen
Als Most Valuable Player des Turniers wurde der russische Torhüter Wladislaw Tretjak ausgezeichnet. Tretjak hatte sechs von sieben Spielen seines Teams absolviert und führte die UdSSR mit seinen Leistungen bis zum Turniersieg. Von allen Torhütern wies er sowohl beim Gegentorschnitt als auch bei der Fangquote die mit Abstand besten Werte auf. Zudem wurde er auch ins All-Star-Team berufen.
Der kanadische Stürmer Guy Lafleur wurde für seine faire Spielweise ausgezeichnet.
All-Star-Team
| Angriff:      | Sergei Schepelew – Gilbert Perreault – Mike Bossy |
| Verteidigung: | Arnold Kadlec – Alexei Kassatonow                 |
| Tor:          | Wladislaw Tretjak                                 |

### Medaillengewinner
| Canada- Cup-Sieger UdSSR | Sergei Babinow, Sinetula Biljaletdinow, Andrei Chomutow, Nikolai Drosdezki, Wjatscheslaw Fetissow, Irek Gimajew, Wladimir Golikow, Sergei Kapustin, Alexei Kassatonow, Wladimir Krutow, Igor Larionow, Sergei Makarow, Alexander Malzew, Wladimir Myschkin, Wassili Perwuchin, Wiktor Schalimow, Sergei Schepelew, Alexander Skworzow, Wiktor Schluktow, Wladimir Subkow, Wladislaw Tretjak, Waleri Wassiljew Cheftrainer: Wiktor Tichonow Assistenztrainer: Wladimir Jursinow, Anatoli Kostrjukow |

| Silber Kanada | Barry Beck, Mike Bossy, Ray Bourque, Marcel Dionne, Ron Duguay, Don Edwards, Brian Engblom, Bob Gainey, Danny Gare, Clark Gillies, Butch Goring, Wayne Gretzky, Craig Hartsburg, Guy Lafleur, Ken Linseman, Mike Liut, Rick Middleton, Gilbert Perreault, Denis Potvin, Paul Reinhart, Larry Robinson, Billy Smith, Bryan Trottier Cheftrainer: Scotty Bowman Assistenztrainer: Red Berenson, Al MacNeil, Pierre Pagé |